# Olandesi

Distribuzione degli olandesi nel mondo

Gli olandesi o nederlandesi (in olandese Nederlanders) sono il gruppo etnico dominante dei Paesi Bassi.
Di origine germanica, sono diffusi in varie zone del mondo: cospicue comunità di olandesi mantengono lingua e usi delle zone di origine, come negli Stati Uniti d'America, in Africa meridionale e in Canada.
Gli olandesi hanno dato origine al gruppo etnico dei boeri durante la colonizzazione del Capo di Buona Speranza; essi hanno sviluppato una variante dell'olandese divenuto un idioma a sé stante, l'afrikaans, una delle lingue ufficiali del Sudafrica.
Le tradizioni e la cultura degli olandesi sono legate a forme particolari di musica, danza e abbigliamento tradizionale, alcuni dei quali noti a livello internazionale.
La lingua parlata dagli olandesi è quella olandese o anche neerlandese (in olandese Nederlands), sebbene siano ampiamente diffuse locali forme dialettali.
Al 2017 il 51% degli olandesi dei Paesi Bassi dichiarava di non praticare alcuna religione, mentre tra i praticanti circa la metà è cattolico e un terzo è protestante, con minoranze di musulmani (immigrati di seconda generazione), buddisti ed ebrei; gli olandesi della diaspora, altresì, sono più ancorati alla tradizione religiosa: negli Stati Uniti si riconoscono nella Chiesa riformata in America.